# Телевидение в Испании
Телевидение в Испании появилось 28 октября 1956 года, когда начал вещание первый испанский телеканал «Televisión Española» (теперь «La 1»). По состоянию на 2008 год в Испании телевидение есть в 99.7% домохозяйств.
До вступления в силу Общего закона об аудиовизуальной коммуникации 7/2010 от 31 марта эфирное телевидение в Испании считалось одной из необходимейших общественных услуг государственной важности, и руководство им осуществлялось самим государством (как непосредственно, так и косвенно с помощью административных концессий физическим лицам). В 2010 году эта ситуация изменилась в связи с принятием Общего закона об аудиовизуальной коммуникации, который либерализировал услугу радио- и телевещания, сделав её услугой общего интереса, которую предоставляют физические лица в режиме свободной конкуренции с определенными ограничениями.

## История

### Рождение телевидения в Испании
Телевидение в Испании появилось 28 октября 1956 года, когда начал вещание первый испанский телеканал «Televisión Española» (теперь «La 1»). Смотреть его можно было только в Мадриде и близлежащих посёлках и на очень ограниченном парке телевизоров (около 300). Трансляции велись по 3 часа в день.
15 февраля 1959 года, в день матча между «Реалом Мадрид» и «Барселоной», начинаются трансляции «Televisión Española» в Барселоне, а с начала 1960-х годов канал начал появляться и в других столицах испанских провинций.
В начале 1960-х годов в Испании телевизоры были только в 50 тысячах семей. Поэтому в 1962 году была разрешена продажа телевизоров в рассрочку, а также был предпринят ряд других инициатив, призванных увеличить число телевизионных приёмников. Скорость была такой, что в 1964 году парк телевизоров уже составлял 1 миллион единиц, а к 1970 он увеличился ещё почти в четыре раза.
1 января 1965 года TVE запустила второй канал. Его тогда называли просто «UHF» («УВЧ», сокр. от «ультравысокие частоты», как называют на Западе дециметровый диапазон), потому что он вещал в дециметровом диапазоне. Как и первый канал, транслировался он только по три часа в день и только в Мадриде. За год он появился и в других населённых пунктах, как, например, в Барселоне.
В 1970-е годы на оба канала TVE пришёл цвет. Парк чёрно-белых телевизоров был большим, и жителям Испании потребовалось время, чтобы начать наслаждаться цветным изображением.
После смерти Франко на испанское телевидение пришёл период открытости, стал появляться ранее не пропускавшийся цензурой контент. В программе TVE-2 (UHF) появились региональные блоки (промежутки, когда разные регионы видят разные программы) на разных языках, прежде всего для Каталонии на каталанском. В тот период также завершаются работы по обеспечению приёма обоих каналов TVE по всей стране.
В 1989 году получили лицензии на вещание три первые в Испании частные телекомпании — Antena 3, Canal+ и принадлежащий Gestevisión Telecinco Telecinco. В 2005 году частота Canal+ была передана каналу Cuatro. 27 марта 2006 создателями Antenna 3 был запущен канал LaSexta.

## Типы телевещания
В Испании существует 4 типа телевещания - эфирное, кабельное, спутниковое и IPTV. Крупнейшие операторы кабельного телевидения Movistar+, Euskaltel, Telecable. 

## Общественные вещательные организации
- Испанское радио и телевидение (Corporación de Radio y Televisión Española, RTVE) - общенациональная общественная вещательная организация
- Радио и телевидение Андалузии (Radio y Televisión de Andalucía, RTVA) - региональная общественная вещательная организация Андалузии
- Арагонское радио и телевидение (Corporación Aragonesa de Radio y Televisión, CARTV) - региональная общественная вещательная организация Арагона: Арагонское телевидение (Aragón Televisión) и Арагонское радио (Aragón Radio)
- Радио и телевидение Княжества Астурия (Radiotelevisión del Principado de Asturias, RTPA) - региональная общественная вещательная организация Астурии: Телевидение Княжества Астурия (Televisión del Principado de Asturias, TPA) и Радио Княжества Астурия (Radio del Principado de Asturias, RPA).
- Радио и телевидение Балеарских островов (Ente Público de Radiotelevisión de las Islas Baleares, EPRTVIB) - региональная общественная вещательная организация Балеарских островов: Телевидение Балеарских Островов (Televisió de les Illes Balears) и Радио Балеарских Островов (Ràdio de les Illes Balears)
- Канарское радио и телевидение (Radio Televisión Canaria, RTVC) - региональная общественная вещательная организация Канарских островов: Канарское телевидение (Televisión Canaria) и Канарское радио (Canarias Radio)
- Радио и телевидение Кастильи-Ла-Манча (Radiotelevisión de Castilla-La Mancha, RTVCM) - региональная общественная вещательная организация Кастильи-Ла-Манча: Телевидение Кастильи-Ла-Манча (Castilla-La Mancha Televisión) и Радио Кастильи-Ла-Манча (Radio Castilla-La Mancha)
- Каталонские аудивизуальные медиа (Corporación Catalana de Medios Audiovisuales, CCMA) - региональная общественная вещательная организация Каталонии: Телевидение Каталонии (Televisió de Catalunya) и Каталонское радио (Catalunya Ràdio)
- Экстремадурские аудивизуальные медиа (Corporación Extremeña de Medios Audiovisuales, CEXMA) - региональная общественная вещательная организация Экстремадуры: Канал Экстремадурского Телевидения (Canal Extremadura Televisión) и Канал Экстремадурского Радио (Canal Extremadura Radio)
- Радио и телевидение Галисии (Compañía de Radio-Televisión de Galicia, CRTVG) - региональная общественная вещательная организация Галисии: Телевидение Галисии (Televisión de Galicia, TVG) и Радио Галисии (Radio Galega, RG)
- Радио и телевидение Мадрид (Ente Público Radio Televisión Madrid, EPRTVM) - региональная общественная вещательная организация Мадрида: ТелеМадрид (Telemadrid) и Вещатель Мадрида (Onda Madrid)
- Радио и телевидение Региона Мурсия (Radiotelevisión de la Región de Murcia, RTRM) - региональная общественная вещательная организация Мурсии: Телевидение Региона Мурсия (Televisión Región de Murcia) и Региональный вещатель Мурсии (Onda Regional de Murcia)
- Баскское радио и телевидение (Euskal Irrati Telebista, EITB) - региональная общественная вещательная организация Края Басков: Баскское телевидение (Euskal Telebista, ETB) и Баскское радио (Radio Euskadi)
- Валенсианское радио и телевидение (Radiotelevisión Valenciana, RTVV) - региональная общественная вещательная организация Валенсии

Контроль за соблюдением законов о СМИ осуществляют Совет Аудиовизуала Каталонии (Consejo del Audiovisual de Cataluña), Аудиовизуальный совет Сообщества Валенсия (Consejo Audiovisual de la Comunidad Valenciana) и Аудиовизуальный совет Андалузии (Consejo Audiovisual de Andalucía).